# Acacia grasbyi
Acacia grasbyi — вид квіткових рослин з родини бобових. Ареал: Австралія (Північна територія, Південна Австралія, Західна Австралія).

## Середовище
Часто розташований на скелястих підвищеннях і пагорбах, кам'янистих або глинистих рівнинах, а також на хвилястих піщаних рівнинах, де він росте на піщано-червоних латеритних ґрунтах, часто як частина чагарників акацій.

## Біоморфологічна характеристика
Росте як чагарникове дерево заввишки від 1 до 6 м і завширшки від 3 до 5 м. Зазвичай має кілька основних стебел. Вони часто скручені та завжди вкриті характерною корою від червоного до коричневого кольору, яка лущиться маленькими кучерявими пластівцями. Філодії жорсткі, круглі в поперечному перерізі, у діаметрі близько міліметра і в довжину до дев'яти сантиметрів. Цвіте в період з травня по жовтень і дає жовті квітки, які тримаються в циліндричних суцвіттях близько трьох сантиметрів завдовжки і п'яти міліметрів в діаметрі на стеблах завдовжки близько двох сантиметрів. Стручки коричневі, завдовжки до одинадцяти сантиметрів.